# Зелде (Хилдесхајм)
Зелде (њем. Söhlde) општина је у њемачкој савезној држави Доња Саксонија. Једно је од 40 општинских средишта округа Хилдесхајм. Према процјени из 2010. у општини је живјело 8.117 становника. Посједује регионалну шифру (AGS) 3254032.

## Географски и демографски подаци
Зелде се налази у савезној држави Доња Саксонија у округу Хилдесхајм. Општина се налази на надморској висини од 94 метра. Површина општине износи 57,1 km². У самом мјесту је, према процјени из 2010. године, живјело 8.117 становника. Просјечна густина становништва износи 142 становника/km².